# 小松川 (江戸川区)
小松川（こまつがわ）は、東京都江戸川区の町名。現行行政地名は小松川一丁目から小松川四丁目が設置されている。三丁目の一部と四丁目は住居表示未実施。
現在の町名「小松川」に「平井」を加えた荒川以西の地域は、江戸川区の行政上「小松川地域（小松川地区）」と呼ばれる。「小松川」という地名は、古くはさらに広い範囲（現在の江戸川区中央部一帯）を指していた。野菜の「小松菜」の名は、江戸時代に（広域地名としての）小松川付近で栽培されていたことに由来する。本項歴史節では「小松川」という地名の変遷についても述べる。

## 地理
江戸川区北西部に位置し、荒川・旧中川をもって同区本土から分離されている。町域は東・南・西を河川に囲まれ、北隣の平井の他に陸続きでは移動できない。町域南半は公園が多く立地している。北は平井一・二丁目、東は荒川・中川を挟んで対岸に西小松川町・東小松川三・四丁目および船堀一・二丁目、南は江東区東砂三丁目、西は旧中川を挟んで対岸に江東区大島と隣接している。

## 歴史

### 「小松川」の地名
「小松川」という地名は小松川という河川の名に由来する。この川は小松村（現在の葛飾区新小岩付近）に水源があり（川の名は小松村にちなむ）、中川（現在では旧中川と呼ばれる）に注いでいた。中世にはこの川の周辺の地名として「東小松川村」「西小松川村」の名があらわれるが、現在の行政地名「小松川」および江戸川区の地域名称「小松川地域」の範囲に至るまでには大きな変遷がある。かつての「小松川」は現在の江戸川区中央部（小松川地域と松江地域に含まれる）の広い領域を指していた。
1889年（明治22年）に町村制が施行されると、南葛飾郡逆井村・西小松川村・東小松川村の領域が組み替えられ、小松川村・松江村・船堀村が発足した（松江村の名は「小松川」と「一ノ江」から一字ずつ採ったもの。のち松江町）。このため3村にそれぞれ「西小松川」「東小松川」の大字があった。
1914年（大正3年）、荒川放水路開削にともない分断された平井村・小松川村・船堀村が廃止されるなど、町村の再編成が行われた。この際、旧小松川村の放水路以西、および旧平井村の放水路以南を領域として、新たに小松川町が発足した。現在の江戸川区の「小松川地域」はおおむねこの小松川町の町域で、そのうちの旧小松川村の領域（大部分は町村制以前の西小松川村の南西部）がおおむね現在の「小松川」にあたる。
なお、旧小松川村の領域の広い部分を占めていた放水路以東は松江村に編入された。放水路以東に現在もある東小松川・西小松川町の町名は、松江村に編入された旧小松川村（あるいは、町村制以前の東小松川村・西小松川村）の一部であった名残りである。小松菜をめぐる伝承のあるかつての西小松川村の鎮守・新小岩香取神社や、東小松川村の鎮守・東小松川香取神社は、いずれも現在の中央四丁目に位置している。
1932年（昭和7年）に南葛飾郡全域が東京市に編入された。

### 現在の「小松川」

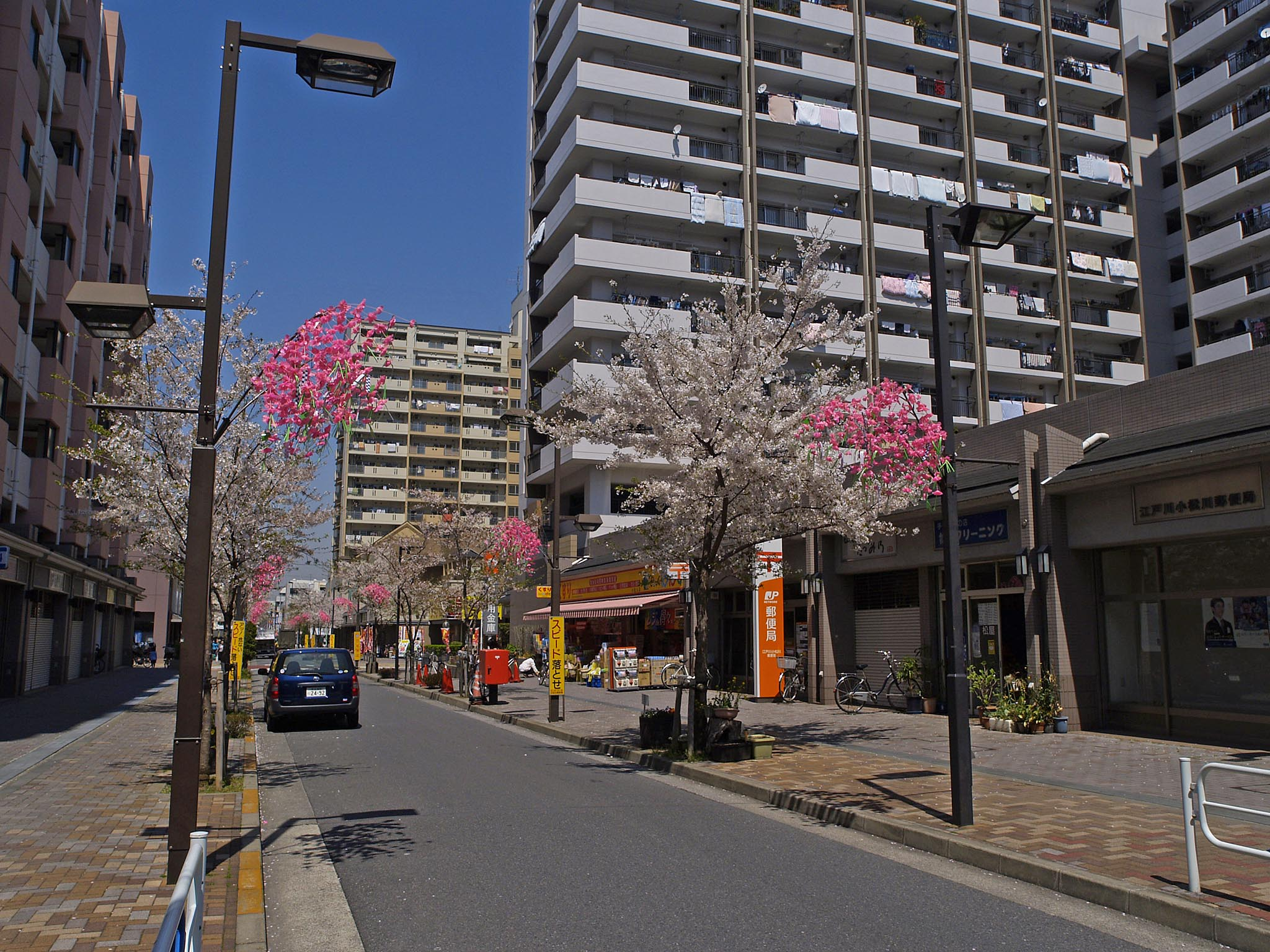
リバーウェスト商店街（小松川三丁目）

1932年（昭和7年）の江戸川区成立時に、小松川一〜四丁目として成立した。
1936年（昭和11年）、小松川神社が創建された。小松川（かつての西小松川村）の住民は、鎮守である新小岩香取神社や西小松川天祖神社（現在の西小松町）への参拝路が放水路によって隔てられたため、両社よりの勧請を受けたものである。
1945年（昭和20年）3月10日、東京大空襲。江戸川区内では小松川一帯の被害が特に大きく、ほぼ焼失。
当地区では1988年（昭和63年）以降、順次住居表示が実施され、実施前と実施後では丁目の境が変更されている。1988年（昭和63年）、現一丁目の大部分において住居表示が実施された。1993年（平成5年）、現二丁目の一部において住居表示が実施された。1996年（平成8年）、現一丁目の残余、現二丁目の残余、現三丁目の大部分において住居表示が実施された。三丁目の一部（京葉道路以北）と四丁目は住居表示未実施である。
市街地再開発事業（亀戸・大島・小松川地区市街地再開発事業）と合わせた高規格堤防事業で嵩上げが行われ、ゼロメートル地帯の中心部であるが、周囲より高台となっている。平成2年から事業が始まり、平成26年度に事業が完了した。

## 世帯数と人口
2025年（令和7年）1月1日現在（江戸川区発表）の世帯数と人口は以下の通りである。
| 丁目         | 世帯数    | 人口     |
| ------------ | --------- | -------- |
| 小松川一丁目 | 2,564世帯 | 5,144人  |
| 小松川二丁目 | 2,105世帯 | 4,501人  |
| 小松川三丁目 | 2,075世帯 | 4,913人  |
| 小松川四丁目 | 702世帯   | 1,312人  |
| 計           | 7,446世帯 | 15,870人 |

### 人口の変遷
国勢調査による人口の推移。
| 年                 | 人口   |
| ------------------ | ------ |
| 1995年（平成7年）  | 7,976  |
| 2000年（平成12年） | 11,183 |
| 2005年（平成17年） | 14,502 |
| 2010年（平成22年） | 16,334 |
| 2015年（平成27年） | 16,223 |
| 2020年（令和2年）  | 15,757 |

### 世帯数の変遷
国勢調査による世帯数の推移。
| 年                 | 世帯数 |
| ------------------ | ------ |
| 1995年（平成7年）  | 2,965  |
| 2000年（平成12年） | 4,179  |
| 2005年（平成17年） | 5,524  |
| 2010年（平成22年） | 6,410  |
| 2015年（平成27年） | 6,551  |
| 2020年（令和2年）  | 6,772  |

## 学区
区立小・中学校に通う場合、学区は以下の通りとなる（令和5年度より）。なお、江戸川区では学校選択制度を導入しており、区内全域から選択することが可能。。
| 丁目         | 番地           | 小学校                     | 中学校                     |
| ------------ | -------------- | -------------------------- | -------------------------- |
| 小松川一丁目 | 全域           | 江戸川区立小松川第二小学校 | 江戸川区立小松川第二中学校 |
| 小松川二丁目 | 全域           | 江戸川区立小松川第二小学校 | 江戸川区立小松川第二中学校 |
| 小松川三丁目 | 1〜13番（地）  | 江戸川区立小松川第二小学校 | 江戸川区立小松川第二中学校 |
| 小松川三丁目 | 73番（地）以降 | 江戸川区立小松川小学校     | 江戸川区立小松川第二中学校 |
| 小松川四丁目 | 全域           | 江戸川区立小松川小学校     | 江戸川区立小松川第二中学校 |

## 事業所
2021年（令和3年）現在の経済センサス調査による事業所数と従業員数は以下の通りである。
| 丁目         | 事業所数  | 従業員数 |
| ------------ | --------- | -------- |
| 小松川一丁目 | 40事業所  | 327人    |
| 小松川二丁目 | 35事業所  | 225人    |
| 小松川三丁目 | 115事業所 | 1,111人  |
| 小松川四丁目 | 47事業所  | 293人    |
| 計           | 237事業所 | 1,956人  |

### 事業者数の変遷
経済センサスによる事業所数の推移。
| 年                 | 事業者数 |
| ------------------ | -------- |
| 2016年（平成28年） | 215      |
| 2021年（令和3年）  | 237      |

### 従業員数の変遷
経済センサスによる従業員数の推移。
| 年                 | 従業員数 |
| ------------------ | -------- |
| 2016年（平成28年） | 1,594    |
| 2021年（令和3年）  | 1,956    |

## 交通

### 鉄道
- 東京都交通局
  - 新宿線：東大島駅 - （駅の所在地は江東区大島）

### バス
すべて都営バスの路線である。
- 京葉道路（国道14号）を経由する系統
  - 錦25・錦27系統
  - 平23系統・亀26系統
- 東大島駅を発着する系統
  - 錦27−2系統
  - 平28系統

### 道路・橋梁
道路
- 国道14号（京葉道路）
- 東京都道50号東京市川線
- 東京都道449号新荒川堤防線
- 荒川土手・千本桜通り
- 小松川団地通り
- 旧中川土手通り

橋梁
- 中川新橋
- 逆井橋
- 虹の大橋
- もみじ大橋
- さくら大橋
- 船堀橋
- 中川大橋
- 平成橋
- 小松川大橋
- 荒川大橋
- 船堀橋

## 施設
- 江戸川区立小松川第二小学校
- 江戸川区立小松川第二中学校
- 小松川健康サポートセンター
- 大島小松川公園
- 小松川運動公園
- さくらホール
- 小松川神社
- 東京情報デザイン専門職大学

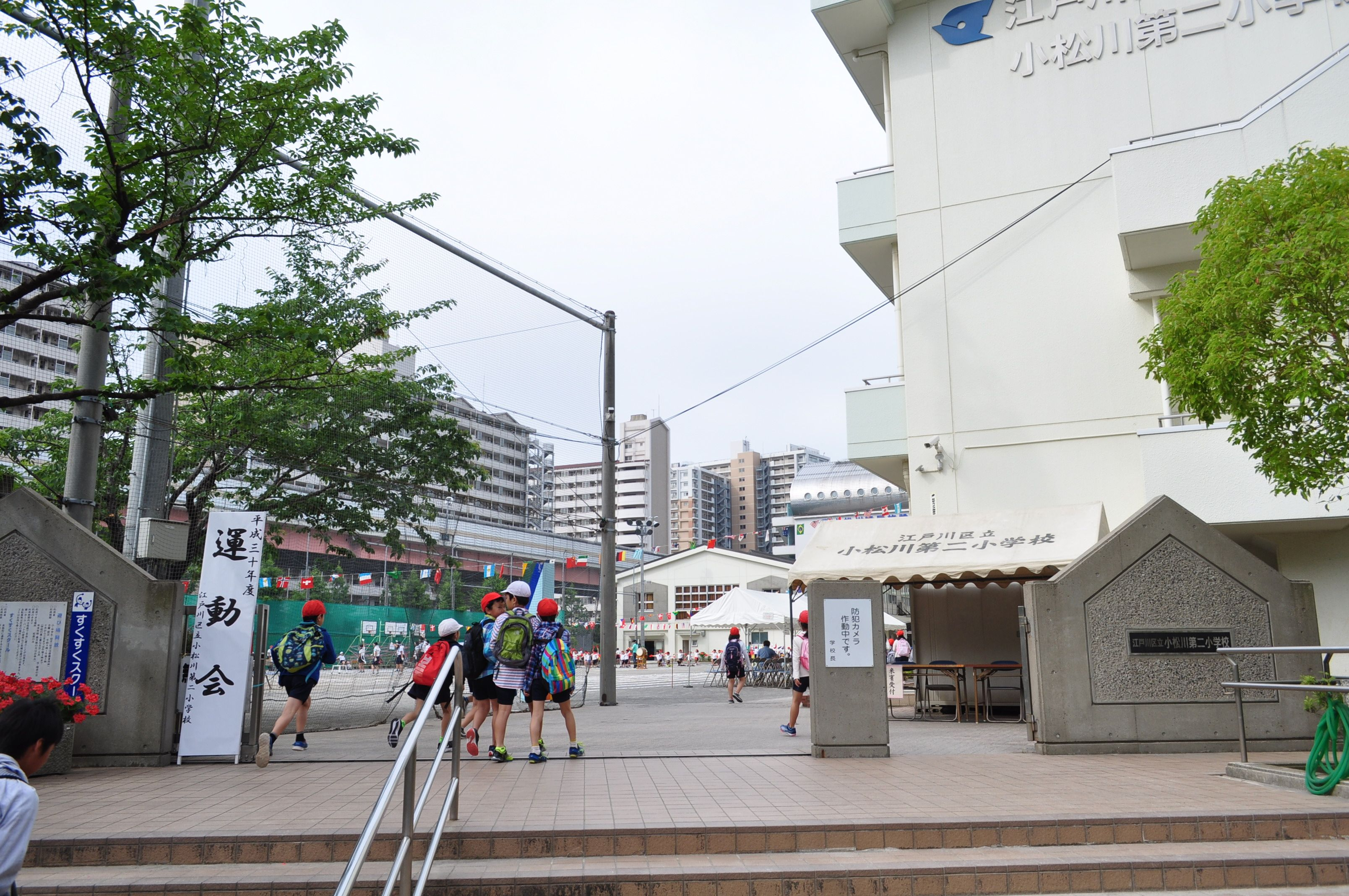
小松川第二小学校（2018年5月26日撮影）
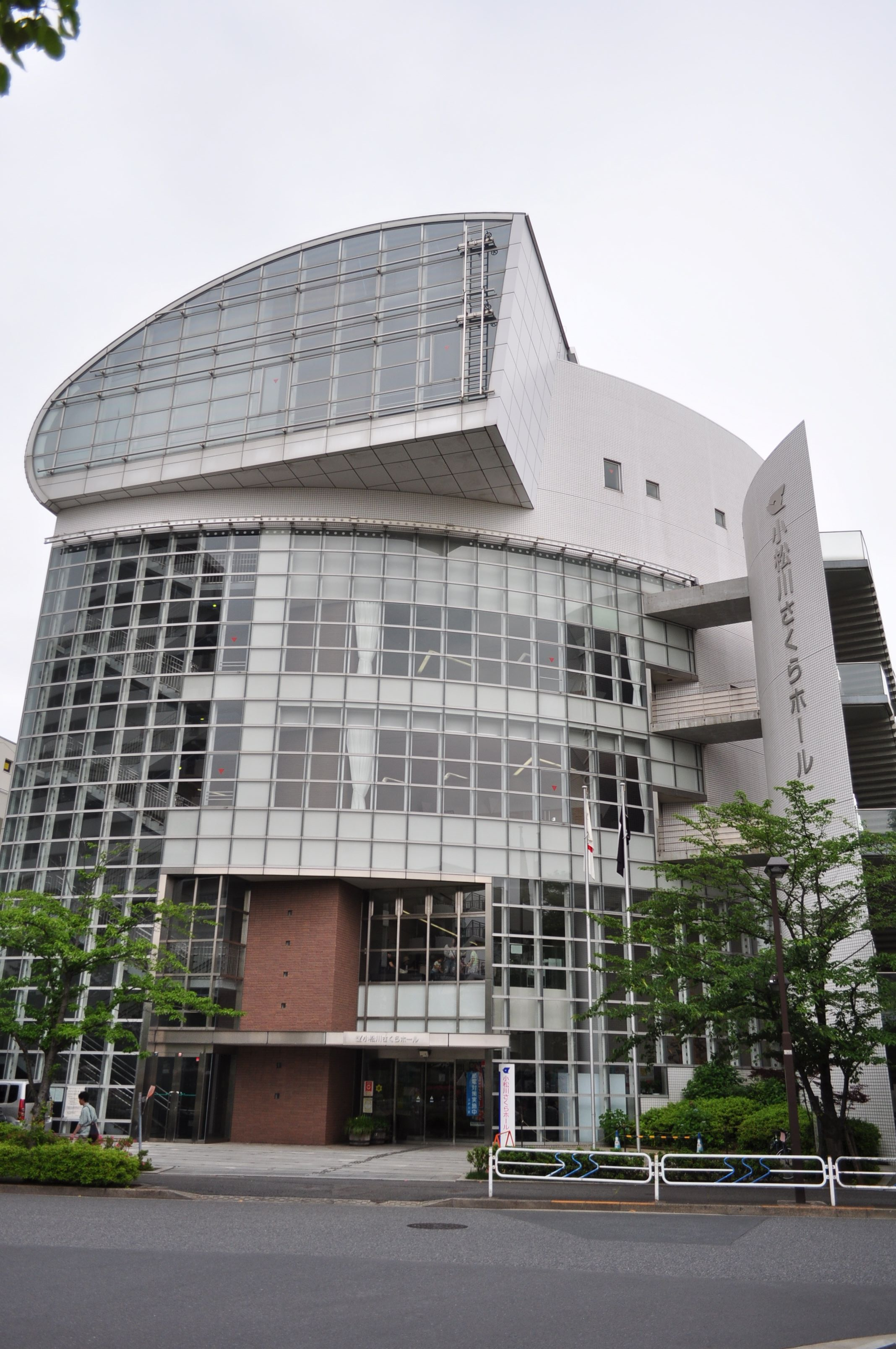
小松川さくらホール（2018年5月26日撮影）
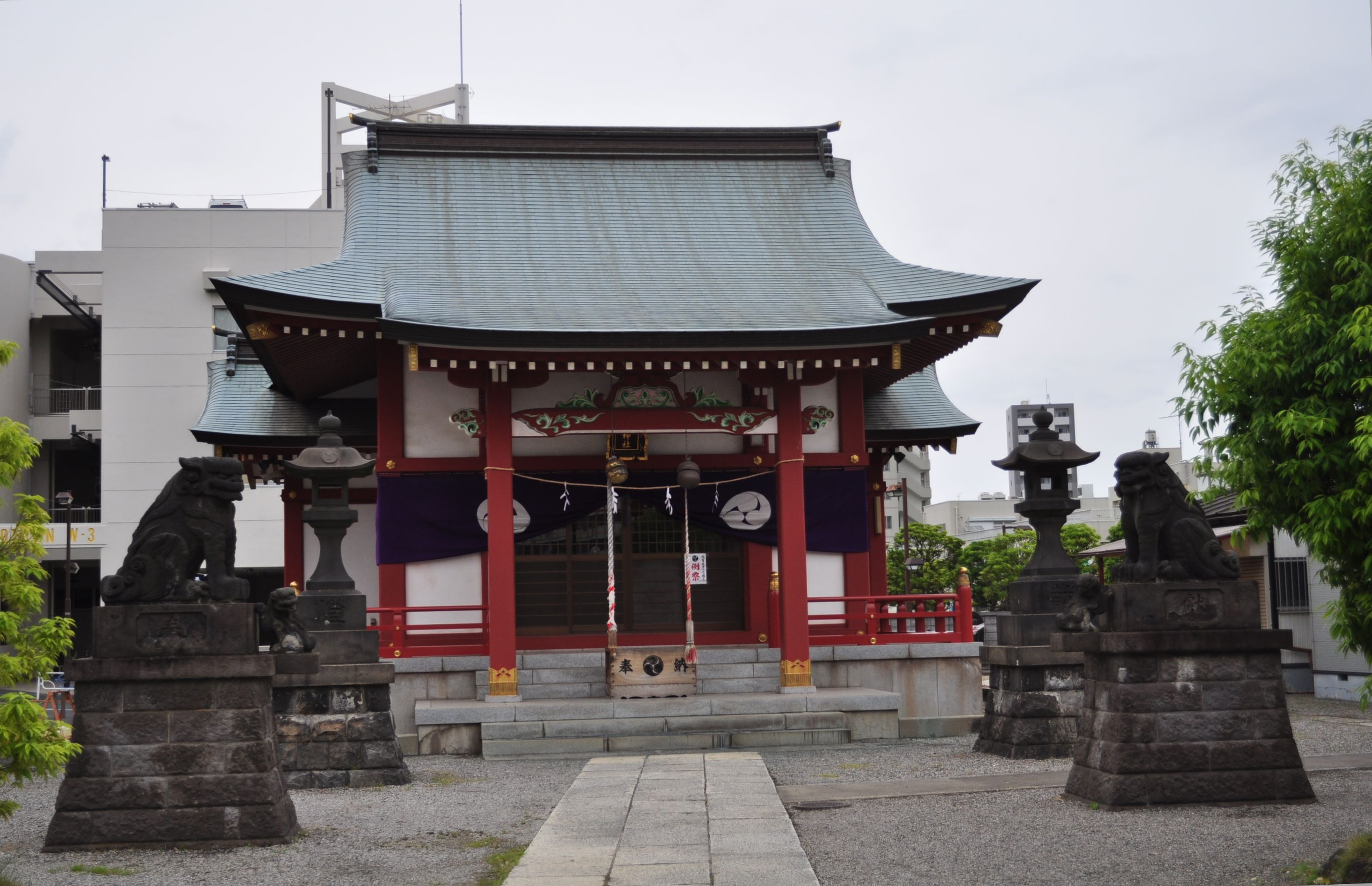
小松川神社（2018年5月26日撮影）

## その他・備考

### 小松菜
「小松菜」の名は、「小松川」の地名が由来である。もともと「葛西菜」と呼ばれていた青菜を江戸時代中期に品種改良し、小松川付近で栽培するようになったことから「小松菜」と呼んだという説がある。『新編武蔵風土記稿』には「菜は東葛西領小松川辺の産を佳作とす。世に小松菜と称せり」とある。
伝承によれば、徳川吉宗が鷹狩を行い、西小松川村の香取神社（現在の中央四丁目5番23号にある新小岩香取神社）に立ち寄った際に神主が地元の青菜を供したところ、吉宗がこの菜の名前を問い、特に名がないために神主が窮したので、吉宗が小松菜と呼ぶようにと言ったとされる。ただし、命名したのは徳川綱吉とする話もある。

### 日本郵便
- 郵便番号 : 132-0034[3]（集配局 : 江戸川郵便局[22]）。